# Pisinna zosterophila
Pisinna zosterophila är en snäckart som först beskrevs av Webster 1905.  Pisinna zosterophila ingår i släktet Pisinna och familjen Anabathridae. Inga underarter finns listade i Catalogue of Life.